# Octină

Formula structurală generală a octinelor (se schimbă poziţia legăturii triple); n=6

Octinele reprezintă un subgrup al alchinelor. Consistă în câțiva compuși izomeri cu formula chimică C8H14.
Alchinele liniare sunt:
- 1-octină
- 2-octină
- 3-octină
- 4-octină